# Harry S. Truman
Harry S. Truman, född 8 maj 1884 i Lamar i Missouri, död 26 december 1972 i Kansas City i Missouri, var en amerikansk politiker (demokrat). Han var USA:s president åren 1945–1953 och dess vicepresident januari-april 1945.
Truman föddes i en jordbrukarfamilj i Missouri och fick ingen möjlighet att studera på universitet. Han arbetade under flera år som farmare och deltog sedan i första världskriget som reservofficer i artilleriet. Han tjänstgjorde en tid vid den franska fronten. Efter att ha varit delägare i en klädaffär 1919–1922, påbörjade Truman sin politiska karriär som lokalpolitiker, med stöd från den inflytelserika Pendergastfamiljen. År 1934 blev han invald i USA:s senat men möttes av misstänksamhet från Rooseveltadministrationen på grund av sin koppling till Pendergast. Han nominerades till vicepresidentkandidat 1944 och tillträdde tjänsten den 20 januari 1945, efter demokraternas seger i presidentvalet 1944. Knappt tre månader senare avled Franklin D. Roosevelt och Truman blev, i egenskap av vicepresident, ny president. Han återvaldes genom en överraskande seger i presidentvalet 1948. 
Trumans tid som president var framför allt händelserik vad gällde utrikespolitiken. Vid slutet av andra världskriget deltog Truman i Potsdamkonferensen. Han beordrade användning av kärnvapen mot Hiroshima och Nagasaki. Truman är den hittills ende politiske ledaren i historien som beordrat användning av kärnvapen mot en fiende. Vidare kom kalla kriget, den långvariga konflikten mellan USA och Sovjetunionen, att inledas under Trumans presidenttid. År 1947 lade han fram Trumandoktrinen, som innebar att USA skulle stödja Grekland och Turkiet med pengar och vapen i syfte att möta det upplevda hotet från kommunismen. Trumans utrikesminister gav namn åt Marshallplanen. Andra viktiga händelser var Berlins luftbro under Berlinblockaden, upprättandet av Atlantpakten och amerikanskt deltagande i Koreakriget. Inrikespolitiskt lade Truman fram Fair Deal, som var en fortsättning på Roosevelts New Deal, men många av hans förslag – bland annat en allmän sjukförsäkring – stoppades eftersom republikanerna dominerade kongressen under denna period.
Truman ställde inte upp för omval i presidentvalet 1952. Han efterträddes som president av republikanen Dwight D. Eisenhower som besegrade demokraternas kandidat Adlai Stevenson. Truman hade tidvis låg popularitet under sin ämbetsperiod och var hårt ansatt av politiska motståndare, men i dag är synen på hans presidentskap mer positiv och han anses vara en av landets tio främsta presidenter.

## Uppväxt och tidig karriär

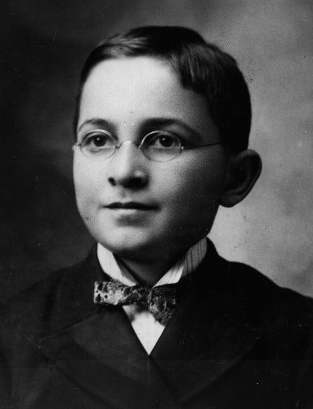
Harry S. Truman 13 år gammal.

Harry S. Truman föddes den 8 maj 1884 i Lamar i Missouri, som det andra barnet av fyra till jordbrukaren John Anderson Truman och Martha Ellen (Young) Truman. Han hade två yngre syskon, John Vivian (1886–1965) och Mary Jane (1889–1978). En äldre bror var dödfödd.
När Truman var 10 månader gammal flyttade familjen till en gård nära samhället Harrisonville i nordöstra Missouri där de endast bodde en kort period. De flyttade sedan till Belton och 1887 till morföräldrarnas gård i Grandview. Slutligen bosatte sig familjen i Independence 1890. Hans största intresse som barn var musik och att läsa. Han läste mycket om historiska krig och lärde sig tidigt om stora slag och om stora världsledare och krigare. Han tog pianolektioner i många år (även senare i vuxen ålder). Han gick upp klockan fem varje morgon och tränade innan skolan började. Först tog han lektioner av sin mor från att han var tio år, sedan hos en granne och sedan hos en väl ansedd pianolärare i Kansas City, E. C. White, som hade studerat i Wien för Theodor Leschetizky.
Efter att Truman gått ut high school 1901 läste han bokföring, stenografi och maskinskrivning under ett år på Spalding's Commercial College, ett så kallat business college, i Kansas City. Han pendlade varje dag från Independence. Då familjens hade små ekonomiska möjligheter kunde Truman inte fortsätta på ett riktigt universitet. Han blev därmed den sista amerikanske presidenten som inte tagit en universitetsexamen. I augusti 1902 arbetade han en kort tid på Kansas City Stars tryckeri. Han arbetade sedan sex månader som tidkontrollant för ett järnvägsföretag. 1903 flyttade familjen in till Kansas City och samma år lyckades Truman få anställning som banktjänsteman, först på National Bank of Commerce och sedan på Union National Bank. Han flyttade tillbaka till Grandview 1906 och hjälpte sin far och Vivian på familjens gård. De odlade vete, klöver, majs och havre. De hade kor, grisar och kycklingar på farmen och hästar och mulor som arbetsdjur. Efter några år gifte sig Vivian och flyttade till en egen gård. Fadern dog 1914 och efter det skötte Truman farmen tillsammans med några anställda. 
Truman började år 1910 uppvakta sin blivande fru, Bess Wallace, som han först hade träffat år 1890 i den presbyterianska söndagsskolan. Hon sade dock nej när han friade. Den främsta anledningen var att hennes mor, som själv alltid varit ekonomiskt beroende av sina föräldrar, motsatte sig äktenskapet, troligen för att hon ville att Bess Wallace skulle gifta sig med en förmögen man. Truman ansträngde sig nu mycket för att övertyga hennes mor om att han hade tillräckligt mycket pengar för att gifta sig med hennes dotter. Han investerade i en bly- och zinkgruva och startade tillsammans med några bekanta ett företag inom oljebranschen. Inget av projekten blev dock någon framgång.
1917 ingrep USA i första världskriget och Truman fick överge både arbetet med farmen och sidoprojekten. Han tjänstgjorde som kapten för ett batteri som var placerade i Frankrike. De stred i Vosges, Saint-Mihiel, Meuse-Argonne och Verdun. I armén lärde sig Truman ledaregenskaper som han senare skulle få nytta av. Han fick också politiska kontakter med många personer från olika delar av Missouri (hans regemente bestod av personer från Missouri). Han sa en gång: "Hela min politiska karriär bygger på min krigstjänstgöring och kamraterna i armén."
När kriget var slut återgick han inte till arbetet på farmen. Den 28 juni 1919 gifte han sig med Bess Wallace. De fick en dotter, Margaret (1924–2008), som blev författare. Åren 1919–1922 hade Truman en herrekipering i Kansas City tillsammans med sin vän Edward Jacobson. De var till en början framgångsrika men på grund av recessionen 1921–1922, som drabbade farmarna hårt, tvingades de lägga ner affären: Priset på spannmål sjönk kraftigt när produktionen utomlands kom igång efter kriget, och farmarna hade inte längre råd att köpa dyra skjortor. Truman gick nästan i konkurs och tvingades betala av på skulderna i många år.
År 1922 valdes Truman till county judge för den östra delen av Jackson County. Det var en administrativ, inte juridisk, tjänst. Han ställde upp i valet efter en förfrågan från Pendergastfamiljen som kontrollerade mycket av den politiska makten i Kansas City. I slutet av 1800-talet och början av 1900-talet styrdes många större städer i USA av en politisk boss och i Kansas City hette bossen Thomas J. Pendergast. När Truman kandiderade till att bli county judge ville Ku Klux Klan få honom att bli medlem. Truman gav medlemsavgiften på tio dollar till sin vän Edgar G. Hinde, som var medlem i organisationen. Truman hade sedan ett möte med en Ku Klux Klan-ledare på Baltimore Hotel i Kansas City. För att få klanens stöd i valet krävde ledaren att Truman, ifall han blev vald, inte skulle ge något jobb till katoliker, men Truman vägrade eftersom han under kriget hade fört befäl över en grupp som bestod av mestadels katoliker. Klanledaren gav då tillbaka medlemsavgiften. När Truman kandiderade till att bli vicepresident 1944 var det någon som sa att han varit medlem i Ku Klux Klan, men en journalist kontrollerade medlemsregistren och Trumans namn fanns inte med.
Under tiden som county judge studerade Truman kvällskurser i juridik vid Kansas City School of Law men hoppade av efter två år. Han lyckades inte bli omvald 1924 men blev istället vald till presiding judge, en högre tjänst, två år senare. När hans mandatperiod närmade sig sitt slut hoppades han bli guvernör eller ledamot av representanthuset men fick inget stöd av Tom Pendergast. Truman trodde nu att hans karriär var över, att endast pensionering återstod, men istället erbjöd Pendergast honom att kandidera i senatorsvalet.

## Senator

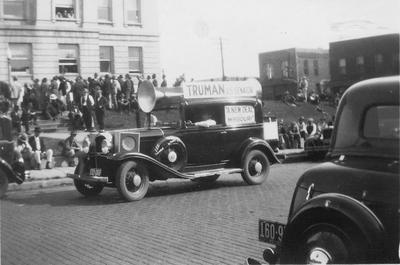
Trumans kampanjbil vid senatorsvalet 1934.

Tom Pendergast hade frågat flera andra personer om de ville kandidera i senatorsvalet 1934 innan han frågade Truman, men dessa tackade nej. Under valkampanj fick Truman det inte så smickrande smeknamnet "the senator from Pendergast". Tom Pendergast kontrollerade vid den här tiden hela staten Missouri, inklusive alla ledamöter av representanthuset, de två senatorerna och guvernören. En händelse som ökade misstroendet mot Pendergast, och därmed mot Truman, var det oroliga lokalvalet som hade hållits i mars, där fyra personer skjutits ihjäl, något den av Pendergast kontrollerade polisen såg mellan fingrarna med. Truman lyckades dock, med Pendergasts stöd, vinna demokraternas primärval där han ställdes mot John Cochran och Tuck Milligan och besegrade sedan stort den republikanske kandidaten Roscoe C. Patterson. 
I senaten stödde Truman president Franklin D. Roosevelts New Deal. Truman beundrade presidenten även om han tyckte att han var självupptagen. Truman möttes dock själv av misstänksamhet från Rooseveltadministrationen på grund av sin koppling till Pendergast. I senaten, liksom då han var county judge, arbetade Truman mycket med transportfrågor. Han sa att tiden i senaten var hans tio lyckligaste år i livet.
Vid valet 1940 hade Pendergasts organisation fallit och Truman fick kämpa hårt för att bli återvald. Den avgörande händelsen var guvernörsvalet 1936, då Pendergasts kandidat hette Lloyd C. Stark. Röstfuskandet var mer omfattande än vanligt. Stark vann valet men vände sig snart emot Pendergast. Han uppmanade Maurice M. Milligan, åklagare i Kansas City och bror till Tuck Milligan (som hade förlorat mot Truman 1934), att påbörja en utredning om omständigheterna kring guvernörsvalet. Förutom röstfusk upptäckte Milligan att Pendergast involverat sig i försäkringsbedrägeri och inte betalat inkomstskatt. Pendergast dömdes till 15 månaders fängelse vilket innebar slutet för hans organisation. Även 259 av organisationens medarbetare fälldes.
Både Maurice Milligan och Lloyd C. Stark utmanade sedan Truman i senatorsvalet. Roosevelt försökte också bli av med Truman. Han lät sin pressekreterare ringa och erbjuda Truman en välbetald tjänst vid Interstate Commerce Commission ifall han drog sig ur valet. Trumans assistent Vic Messall tog samtalet. Truman sa till Messall att han kunde be dem fara åt helvete.
Truman räddades av Robert E. Hannegan, inflytelserik politiker i St. Louis, som lyckades ordna tillräckligt många röster för att Truman skulle segra. En avgörande faktor var också att anti-Pendergast-rösterna splittrades mellan Milligan och Stark. Trumans segermarginal i primärvalet var knapp men han vann sedan ganska enkelt mot den republikanske kandidaten. Hannegan skulle senare bli demokraternas partiordförande och hjälpa Truman att erhålla vicepresidentposten.
Under sin andra period ledde Truman framgångsrikt den så kallade Trumankommittén som utredde regeringens försvarsutgifter under det pågående kriget. Kommittén avslöjade omfattande misskötsel och fusk och besparade skattebetalarna kanske så mycket som 15 miljarder dollar. Det gjorde att Truman blev nationellt känd och 1943 hamnade han på tidningen TIME:s förstasida. Hans dåliga rykte som "the Senator from Pendergast" försvann gradvis och han blev känd som arbetsam och som en sympatisk kritiker av det ekonomiska slöseriet.

## Vicepresident

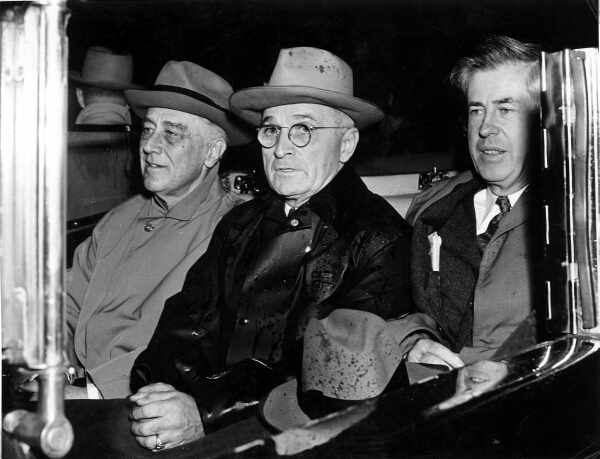
Roosevelt, Truman och Wallace den 10 november 1944, efter att demokraterna vunnit presidentvalet.

Inför presidentvalet 1944 utsågs Truman till Roosevelts vicepresidentkandidat då ledningen i demokratiska partiet inte ville ha kvar Henry Wallace, som ansågs vara för liberal och på andra sätt opålitlig. Utgångspunkten var att Roosevelt var vid dålig hälsa och om han skulle avlida så skulle vicepresidenten bli president. Detta var de flesta medvetna om och därför var valet av vicepresidentkandidat extra betydelsefullt. Kandidaten skulle utses vid demokraternas konvent i Chicago i juli.
En inflytelserik grupp inom partiets ledarskikt försökte övertala Roosevelt om att inte behålla Wallace som vicepresident. Gruppen bestod av bland andra Robert E. Hannegan, som nu var partiordförande. Sent våren 1944 hade de lyckats få Roosevelt att vända sig emot Wallace. Gruppen övervägde först James Byrnes, Roosevelts "assisterande president", men han ogillades av fackföreningarna och på grund av hans åsikter i rasfrågor hade han lågt stöd från svarta väljare. Istället bestämde de sig för Truman.
Den 11 juli hade partiledarna ett möte med Roosevelt och rekommenderade att man skulle välja Truman. Roosevelt kände knappt Truman, men han visste att senatorn gjort ett bra arbete i Trumankommittén och att han hade stött New Deal. Roosevelt föreslog William O. Douglas, som var domare i högsta domstolen. Efter mycket diskussioner trodde dock gruppen att de övertygat Roosevelt, som sa: "Bob, I think you and everyone else here want Truman." ("Bob, jag tror att du och alla andra här föredrar Truman.")
Roosevelt ville emellertid inte göra någon av de övriga kandidaterna besvikna och lät både Byrnes och Wallace tro att de hade hans stöd. Wallace bad Roosevelt om att få en skriftlig bekräftelse. Presidenten lovade att skriva i ett brev till ordföranden för konventet, Samuel Jackson, att om han (Roosevelt) var delegat så skulle han rösta på Wallace. Brevet som Roosevelt sedan skrev var dock något tvetydigt, eftersom han också poängterade att han inte vill bestämma över konventet. Till Byrnes sa Roosevelt att han var den mest kompetente kandidaten och uppmanade honom att inte dra sig ur. Roosevelt skrev även ett brev till Hannegan, att ta med sig och visa upp på konventet. Det brevet hade också oklar betydelse: "Dear Bob: You have written me about Harry Truman and Bill Douglas. I should, of course, be very glad to run with either of them and believe that either one of them would bring real strength to the ticket."     
Efter att fackföreningarna förklarat att Byrnes var oacceptabel för dem hade partiledarna ett samtal med Roosevelt som då gick med på att de skulle stödja Truman. Truman själv hade dock flera gånger sagt att han inte ville bli vicepresident och fortsatte att vara motvillig. Först efter ett telefonsamtal från presidenten sa han ja. Byrnes drog sig nu ur.
Torsdagen den 20 juli skulle omröstningen på konventet hållas. Wallaces supportrar hade fyllt stadion och överallt fanns deras banderoller och hördes det slagord för Wallace. Biljetterna till konventet hade tryckts i samma färg för varje dag, och troligen hade Wallaces anhängare använt biljetter för andra dagar för att komma in på torsdagen, utan att kontrollanterna märkte det, och de hoppades kunna påverka delegaterna att stödja vicepresidenten. Partiledarna ajournerade därför omröstningen till nästa dag. Under fredagen ansträngde de sig mycket för att övertyga delegaterna att välja Truman. Vid den första röstningsomgången fick Wallace 429,5 röster mot Trumans 319,5 men Truman segrade i andra omgången med siffrorna 1031–105.
Då Truman sågs som en moderat politisk kraft i förhållande till den för liberale Wallace och den konservative Byrnes, så kallades han skämtsamt för "den andra Missourikompromissen". Den liberala fraktionen inom partiet var missnöjd med att Truman blev vald. I några tidningar beskylldes Truman för att ha varit medlem i Ku Klux Klan (vilket inte var sant, se ovan). Det uppmärksammades också i pressen att han hade sin fru Bess på avlöningslistan – en av orsakerna till att han först sagt nej till posten var just att han inte ville att den saken skulle uppdagas. Sedan 1943 hade han också sin syster Mary Jane på avlöningslistan. Dessa kontroverser spelade dock inte så stor roll. Med ett världskrig som pågick var det få amerikaner som ville byta ledare så Roosevelt och Truman besegrade republikanen Thomas Dewey och hans medkandidat John W. Bricker. Den 20 januari 1945 svors Truman in som USA:s vicepresident.

## President Truman
När president Franklin D. Roosevelt avled den 12 april 1945 blev Truman, som var vicepresident, ny president.

### Potsdamkonferensen, Hiroshima och Nagasaki, Ny utrikespolitik

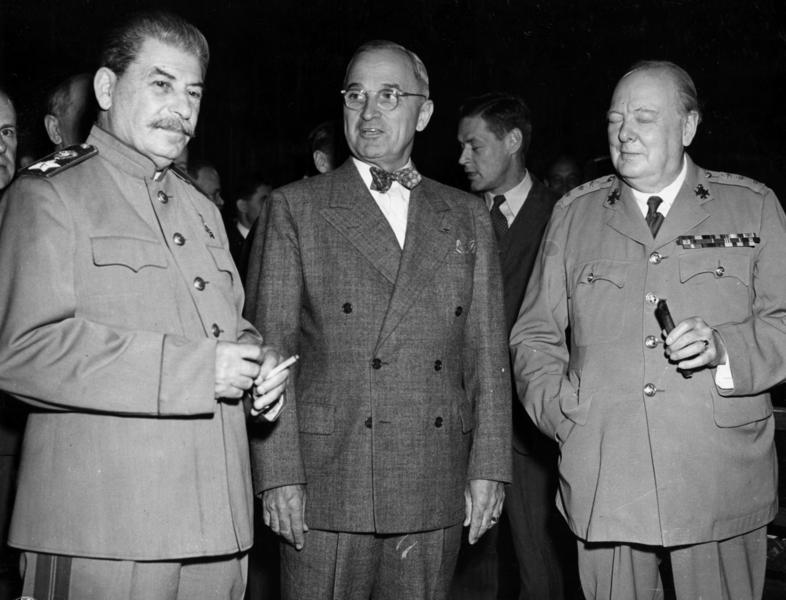
Stalin, Truman och Churchill vid Potsdamkonferensen 1945.

Den 17 juli–2 augusti 1945 möttes Truman, Winston Churchill (senare ersatt av Clement Attlee vid labourpartiets valseger) och Josef Stalin på Potsdamkonferensen för att diskutera ockupationen av Tyskland, Östeuropas politiska framtid och kriget mot Japan. Truman fick inledningsvis ett gott intryck av Stalin och trodde att det skulle gå att samarbeta med denne – de båda supermakterna hade vid 1945 års mitt ännu inte blivit antagonister – men Stalin visade sig snart vara mycket motsträvig. Västledarna fick göra stora eftergifter men Truman uppnådde sitt främsta mål vilket var att få den ryske ledaren att gå med på att attackera Japan. Medan Truman befann sig i Potsdam nåddes han av nyheten om att USA genomfört sitt första atombombsprov. Han berättade om det för Churchill, men till Stalin sa han endast att USA utvecklat ett vapen "med ovanlig förstörelsekraft" utan att nämna att det var en atombomb. Stalin var emellertid redan medveten om det så kallade Manhattanprojektet genom uppgifter han fått från spioneri; han visade ingen förvåning utan svarade bara: "Jag hoppas att ni använder det mot japanerna." Till sin utrikesminister Molotov sa han: "Vi får tala igenom saken med Kurtjatov (ledaren för det sovjetiska atombombsprojektet) så att han sätter fart."
Truman är den ende politiker som någonsin beordrat skarp användning av kärnvapen. I augusti 1945 släpptes en atombomb på vardera Hiroshima och Nagasaki i Japan. Användningen av kärnvapen var Trumans mest kontroversiella beslut och det fick i efterhand kritik av en del medan andra hävdat att en invasion hade kostat ännu fler liv (se artikeln Atombomberna över Hiroshima och Nagasaki).
Truman förde en aktiv utrikespolitik. Enligt historikern Robert Ferrell ändrade han USA:s utrikespolitik från icke-deltagande till deltagande i resten av världen. USA:s ingripande i världskrigen hade tidigare setts som tillfälliga lösningar och det amerikanska synsättet hade varit att man inte skulle lägga sig i vad som hände i "den gamla världen". Roosevelt hade till exempel sagt till Josef Stalin vid Jaltakonferensen att han inte trodde att amerikanska trupper skulle stanna längre än två år i Europa. Det var en gammal tradition från både Washington och Jefferson, där den senare hade varnat för "intrasslande allianser".

### Trumandoktrinen
Det första steget i att ändra utrikespolitiken var Trumandoktrinen, som innebar att USA skulle stödja Grekland och Turkiet, som stod under direkt hot från Sovjetregimen. Bakgrunden till Trumandoktrinen låg i händelser direkt efter andra världskriget: I Östeuropa hade Sovjetunionen sett till att det installerades sovjetvänliga regeringar. I Grekland pågick ett inbördeskrig mellan regeringen, stödd av Storbritannien, och den kommunistiska gerillan. Josef Stalin hade också krävt både mark och tillgång till militärbaser i Turkiet. Dessutom vägrade ryssarna att lämna de norra delarna av Iran. I februari 1946 hade George F. Kennan, ställföreträdare för ambassadören i Moskva, skickat ett långt telegram till utrikesdepartementet, där han analyserade den sovjetiska utrikespolitiken och dess historiska bakgrund. Enligt Robert Ferrell så verkar det inte som om Truman läste telegrammet, men det gjorde i alla fall ett starkt intryck på utrikesdepartementet. I juli 1947 publicerades Kennans "X-artikel". Där beskrevs den så kallade uppdämningsstrategin som skulle komma att känneteckna hela Trumans presidentskap. Den 24 februari 1947 upplyste Storbritannien USA att man inte längre kunde stödja Greklands regering. Två veckor senare höll Truman ett tal inför kongressen där han begärde att USA skulle ge stöd till Grekland och Turkiet, men trots att det bara gällde två länder så förstod Truman att kommunismen måste ses som ett globalt hot. Men trots det var motståndet i kongressen stort, bland annat för att Turkiet inte var någon demokrati och för att Greklands regering var korrumperad. Trumans förslag blev känt som Trumandoktrinen. Det godkändes till slut av båda kamrarna och den 22 maj kunde presidenten skriva under en lag som beviljade de två länderna 400 miljoner dollar i bistånd.

### Marshallplanen
Nästa stora utrikespolitiska initiativ var Marshallplanen, vars syfte var både att bidra till återuppbyggnaden av Europa och att hindra spridningen av kommunism. Efter kriget var Västeuropa i djup ekonomisk kris och den största risken var inte en sovjetisk intervention utan att matbrist, fattigdom och desperation skulle driva européerna till att rösta fram sina egna kommunistpartier till makten.
Presidentens rådgivare Clark Clifford hade föreslagit att programmet skulle kallas Truman Concept eller Truman Plan. Men enligt Truman så fanns det inte en chans att något med hans namn skulle godkännas av kongressen, där republikanerna hade majoritet i både representanthuset och senaten. Truman visste att hans popularitet inte var hög. Istället beslutade han att använda sin utrikesministers namn. George C. Marshall sågs som en hjälte och hade mycket högt anseende efter sitt ledarskap under andra världskriget. En Sovjetstödd kupp i Tjeckoslovakien våren 1948 hjälpte sedan till att minska motståndet i kongressen så att planen röstades igenom. 

### Berlinblockaden och Atlantpakten
Den 24 juni 1948 inledde Sovjetunionen en blockad av Västberlin. Redan nästa dag startade Lucius Clay, den amerikanske befälhavaren för Västberlin, på eget bevåg en luftbro med framförallt amerikanska förnödenheter. Den 26:e gav Truman sitt stöd till operationen, men han hade svårt att övertyga sina rådgivare och medarbetare i regeringen om att USA inte skulle överge Västberlin. Flera av dem var tveksamma till att stanna. Truman var emellertid inte beredd att låta det utvecklas till ett krig. Han sa till sina rådgivare den 28 juni att "vi tänkte vara kvar – punkt slut" men han tillade nästa dag att han menade "så länge som möjligt". Pentagon informerades sedan om att man inte skulle stanna tills det blev krig. I juli var Truman beredd att godkänna ett förslag om att starta en militär konvoj från Helmstedt, den närmaste gränsstaden i Västtyskland, i stället för att fortsätta luftbron, men Marshall och personer inom försvaret såg för stora risker med det. Sovjetunionen gav upp blockaden i maj 1949. Det blev en propagandaseger för Väst.
Hotet från Sovjetunionen gjorde också att USA och elva västeuropeiska länder bildade Atlantpakten som undertecknades i april 1949. I senaten var det många som uttryckte oro för att USA skulle överge en lång tradition av att inte lägga sig i Europas angelägenheter, men trots det röstades avtalet igenom med siffrorna 82-13. Det var den första militärallians som USA ingått sedan en allians med Frankrike från 1778.

### Erkännande av Israel
1947 föreslog FN en delning av det Brittiska Palestinamandatet i en judisk och en arabisk stat. Förslaget antogs av generalförsamlingen, med Trumans stöd, och Storbritannien förklarade att de skulle lämna Palestina den 15 maj 1948. I frågan om man skulle stödja den judiska statens självständighet var åsikterna inom Trumanadministrationen delade. Truman själv var för självständighet men det fanns också starkt motstånd, i första hand från utrikesminister George C. Marshall. Marshall stödde ett förslag om förvaltarskap, som innebar att Palestina tills vidare skulle administreras av FN. I början av maj bad Truman sin rådgivare Clark Clifford att förbereda sakargument för ett erkännande. Truman sa att Clifford skulle förbereda sig som om det vore ett mål för högsta domstolen, och att han främst skulle försöka övertyga Marshall. Vid ett möte i Vita huset den 12 maj, där Clifford, Marshall, Truman, Marshalls biträdande utrikesminister Robert Lovett och flera andra deltog, pläderade Clifford sedan för ett erkännande. Marshall blev mycket upprörd och sa att om Truman följer Cliffords råd, så skulle han (Marshall) rösta emot presidenten i höstens presidentval. Två dagar senare, efter att Lovett övertygat honom, gick dock Marshall med på att inte offentligt opponera sig mot ett erkännande. Direkt efter att den nya staten Israel förklarat sig självständig, den 14 maj, kom de facto-erkännandet från Truman.

### Försvarspolitik, CIA och Indokina
Den 26 juli 1947 godkände kongressen Trumans National Security Act (nationella säkerhetslagen), som innebar stor förändring för USA:s försvars- och säkerhetspolitik: krigs- och marindepartementen slogs samman till ett försvarsdepartement, med James Forrestal som den förste försvarsministern, och flygvapnet blev en egen försvarsgren. Underrättelsetjänsten CIA skapades också liksom nationella säkerhetsrådet. 
I maj 1950 gick Truman med på att bevilja 15 miljoner dollar för att stödja de franska styrkorna som stred i Indokina. Detta blev det avgörande första steget i ett 25 år långt amerikanskt engagemang i området.

### Fair Deal
Trumans program för inrikespolitik kallades Fair Deal ("Den rättvisa given") och var en fortsättning på New Deal. I den första delen av programmet, som Truman presenterade den 6 september 1945, fanns förslag om höjda minimilöner, full sysselsättning, utökade rättigheter för fackföreningar, fler offentliga arbeten, slumsanering och billiga bostäder. Truman talade också om bättre sjukvård och skola. Han hade dock svårt att få igenom sina förslag i kongressen, där republikanska partiet fick majoritet 1946. Republikanerna lade istället fram den så kallade Taft-Harley-lagen som trots att Truman lade in sitt veto till slut antogs 1947. Lagen innebar begränsningar i fackföreningarnas makt och en "avsvalkningsperiod" från det att man varslade om strejk till dess att den fick utlösas. Vid valet 1948 återfick demokraterna majoriteten i kongressen och Truman presenterade på nytt inrikespolitiska förslag och använde för första gången uttrycket "Fair Deal". Han krävde liknande satsningar på välfärdsfrågor som tidigare och även att Taft-Harley-lagen skulle avskaffas. Socialförsäkringssystemet utökades en del men annars fick Truman inte igenom mycket av sitt program, trots att kongressen nu kontrollerades av hans parti. Förklaringen var delvis att ledamöterna inte alltid röstade efter partitillhörighet utan också beroende på vilken delstat de kom från, eller beroende på olika specialintressen.

### Sovjetiskt spioneri och McCarthyism
Efter andra världskriget var rädslan för kommunistisk subversion stor i USA. Det fanns grund för farhågorna eftersom spioner bland annat kommit över information från det amerikanska kärnvapenprogrammet och några personer dömdes för spioneri, till exempel Ethel och Julius Rosenberg och Klaus Fuchs. Det mest kända fallet, Alger Hiss, ledde till en fällande dom för mened 1950 och är fortfarande omdiskuterat. Republikanerna beskyllde regeringen för att vara infiltrerad av kommunister. Efter kongressvalet 1946 bestämde sig Truman för att han måste göra något och i mars 1947 initierade han ett "lojalitetsprogram". 1952 hade mer än fyra miljoner personer kontrollerats, cirka 3000 hade kallats till förhör och 378 hade avskedats eller nekats anställning, men åtgärderna ledde varken till att någon fälldes eller till att något spioneri avslöjades. 
1949 kom utrikespolitiska motgångar i form av "förlusten" av Kina och Sovjetunionens första kärnvapenprov vilket ökade oron. I februari 1950 attackerades Truman av den republikanske senatorn Joseph McCarthy som hävdade att han hade en lista på 205 kommunister som arbetade i utrikesdepartementet. Truman sa i sin tur att McCarthy var Kremls största tillgång och att det inte fanns någon sanning i hans påståenden. Senatorns anklagelser mot regeringen fortsatte under hela Trumans ämbetsperiod och fick mycket uppmärksamhet i pressen, men han lyckades aldrig bevisa något fall.

### Medborgerliga rättigheter
Enligt Robert Ferrell hade det varit svårt att förutsäga att Truman skulle bli en stark förespråkare för medborgerliga rättigheter. När han var ung hade han en liknande syn på svarta som många andra vita i Missouri. 1937, när Truman var senator, beskrev han i ett brev till sin dotter de svarta servitörerna vid en middag i Vita huset som "an army of coons" (nedsättande ord för svarta). Så sent som i oktober 1945 hamnade han i ett bråk med den svarte kongressledamoten och prästen Adam Clayton Powell efter att Powells fru, pianisten Hazel Scott, nekades att uppträda i Constitution Hall i Washington på grund av sin hudfärg. Konserthuset ägdes av organisationen DAR, Daughters of the American Revolution. Bess Truman hade fått en inbjudan till en tebjudning hos DAR och Powell bad henne att inte gå, men Bess ville inte ändra sig och skrev till Powell att hon blivit bjuden innan kontroversen inträffat, varefter Powell offentligt sa att hon var "The Last Lady of the Land" (jfr First Lady). Harry Truman kallade då, i ett samtal med en kollega, Powell för "damn nigger preacher".
Truman ändrade sedan inställning i synen på svarta. Historier om hur svarta behandlades i sydstaterna hade gjort en starkt intryck på honom. Bland annat hade en veteran från andra världskriget, Isaac Woodward, blivit blind efter att ha misshandlats av poliser. Enligt de flesta historiker så var engagemanget äkta och inte bara för politiska syften. I oktober 1947 lade Trumanadministrationen fram rapporten "To Secure these Rights", som bestod av förslag på hur medborgerliga rättigheter skulle förbättras. Truman föreslog lagar emot lynchning och diskriminering. Detta ledde till högljudda protester från sydstatspolitiker, som i kongressen stoppade alla ändringar av raslagstiftningen genom filibuster. Istället fick Truman igenom delar av sitt program genom exekutiv order och genom att gå via högsta domstolen. Den viktigaste förändringen var desegregation av armén vilket innebar att svarta och vita skulle behandlas likvärdigt och inte längre skulle delas upp i olika grupper. Trumans insatser för medborgerliga rättigheter uppskattades av svarta medborgarrättskämpar.

### Presidentvalet 1948
Trumans seger i presidentvalet 1948 mot republikanen Thomas E. Dewey var den mest oväntade i amerikansk politisk historia. Vid demokraternas konvent i Philadelphia i juli, tre månader före valet, blev det en strid i frågan om medborgerliga rättigheter för svarta. Truman hade stött ett ganska intetsägande förslag för att inte reta upp konservativa delegater från Södern, men den vänsterliberala fraktionen ledd av Hubert H. Humphrey lyckades få igenom en skarpare programpunkt vilket ledde till att hela Mississippis delegation och halva Alabamas lämnade mötet i protest. Truman stödde motsträvigt (om än med hemlig beundran) förslaget. En del av delegaterna var så upprörda att de bildade ett eget utbrytarparti för "delstaternas rättigheter", Dixiecrats. 
Förutom republikanerna och Dixiecrats fick Truman konkurrera om rösterna med ett parti på vänsterkanten, Progressiva partiet, som leddes av förre vicepresidenten Henry Wallace. Progressiva partiet motsatte sig Trumans hårda politik mot Sovjetunionen. 
Trumans taktik för att vinna valet var att gå till angrepp mot kongressen som dominerades av republikanerna, men privat tyckte han inte att de fört en dålig politik då flera av hans förslag, till exempel Marshallplanen och Trumandoktrinen, röstats igenom; kongressen hade stoppat New Deal-förslag men det gjorde den även då demokraterna var i majoritet. I sin kampanj förespråkade han också New Deal vilket tilltalade många amerikaner, inte bara de på vänsterkanten, och stal på det sättet röster från Wallace. Hans kampanj blev väl mottagen men ändå trodde alla att Dewey skulle segra och opinionsundersökningarna visade på ungefär 5 % ledning för republikanerna. Efteråt kunde Truman visa upp löpsedlar där det stod "Dewey vann". De hade tryckts före röstsammanräkningen, eftersom allting ansågs klart. Truman fick 303 elektorsröster, Dewey 189 och Dixiecrats kandidat Strom Thurmond 39. Wallace lyckades inte vinna i någon delstat men fick ungefär lika många röster som Thurmond, drygt en miljon eller motsvarande 2,4 %.
Valet 1948 är också känt för Trumans "whistlestop"-turné där han reste runt i landet med tåg och talade i stora och små städer över hela USA. Han höll talen direkt från tågvagnen och möttes ofta av slagordet "Give 'em hell, Harry" från en entusiastisk publik.

### Koreakriget
Under Truman deltog USA, på FN:s uppdrag, i Koreakriget, den första skarpa militära konflikten under det kalla kriget. Istället för att gå till kongressen och begära en krigsförklaring valde Truman att vända sig till FN, något som i efterhand kritiserades. Trumans största misstag var dock, enligt Ferrell, att efter den inledande framgången inte göra halt vid den 38:e breddgraden, utan att ge klartecken till att fortsätta in i Nordkorea, något som ledde till att Kina ingrep i kriget. Befälhavaren för FN-styrkorna (och republikanen) general Douglas MacArthur argumenterade för hårdare tag och användning av kärnvapen i kampen mot Nordkorea, Kina och indirekt Sovjetunionen. Men istället för att ta till sig av vad MacArthur sa bytte Truman ut honom mot general Matthew Ridgway. Beslutet om hans avsked ledde till mycket kritik från den amerikanska allmänheten; de två första dagarna efter avskedandet fick Vita huset ta emot 250 000 protestbrev. På grund av avskedandet framfördes det även krav från bland andra senator Robert Taft om att Truman skulle ställas inför riksrätt (impeachment) av kongressen.
| ”                 | Jag sparkade honom [MacArthur] för att han inte respekterade presidentens maktbefogenhet. Jag sparkade honom inte för att han var en dum 'son of a bitch', även om han var det, men det är inte olagligt för generaler. Om det var det skulle mellan hälften och tre fjärdedelar av dem sitta i fängelse. | „ |
| – Harry S. Truman | |   |

### Renovering av Vita huset
Mellan december 1949 och mars 1952 bodde och arbetade Truman och hans stab inte i Vita huset som då genomgick en stor renovering. Tillfällig arbetsplats och residens blev Blair House, inte långt från Vita huset.

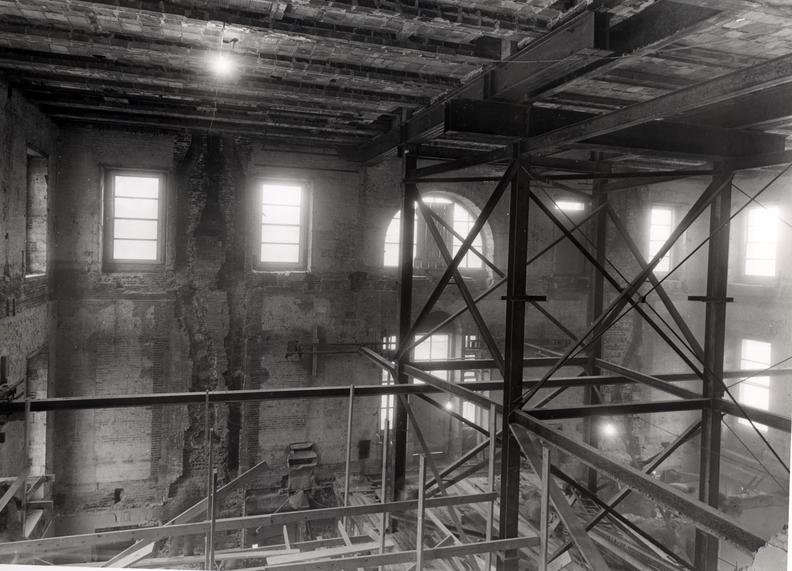
Insidan av Vita huset under renoveringen 1949–1952.

### Mordförsök
Den 1 november 1950, då Truman bodde i Blair House, utsattes han för ett attentat av två puertoricanska nationalister, Griselio Torresola och Oscar Collazo, som dödade en säkerhetsvakt och sårade två säkerhetsvakter. Deras avsikt var att demonstrera allvaret i det puertoricanska motståndet mot USA. Attacken riktades inte mot Truman personligen utan mot honom som symbol för USA. Torresola sköts i huvudet av en vakt och avled. Collazo överlevde attacken, dömdes till döden, men benådades till livstids fängelse av Truman och frigavs 1979.
Truman befann sig på tredje våningen och tittade ut genom ett fönster när han hörde skottlossningen, men en av vakterna ropade åt honom att hålla sig undan.

### Presidentvalet 1952
Vid presidentvalet 1952 ville Truman först se chefsdomaren i högsta domstolen, Fred M. Vinson, som demokraternas kandidat. Denne sade emellertid nej och när även Trumans andre favorit, Adlai Stevenson, var motvillig, övervägde presidenten under en kort tid i mars 1952 att själv ställa upp. Enligt lagen hade Truman rätt till att kandidera en andra gång; 22:a tillägget till den amerikanska konstitutionen, som hade röstats igenom 1951, tillät inte en president att kandidera mer än två gånger eller mer än en gång efter att ha tjänstgjort mer än två år av en annan presidents mandatperiod, men Truman var undantagen från denna lag. Vid primärvalet i New Hampshire den 11 mars fanns Trumans namn med men Estes Kefauver segrade. Truman hade inte kampanjat. Han hade sedan ett möte med några rådgivare som rekommenderade honom att inte kandidera. Den 29 mars meddelade Truman offentligt att han inte tänkte ställa upp i presidentvalet.
Adlai Stevenson blev till slut övertalad, fick nomineringen och ställdes sedan mot republikanen Dwight D. Eisenhower. Det hade först varit oklart vilket parti den populäre krigshjälten Eisenhower skulle välja. Enligt uppgift hade Truman också erbjudit Eisenhower demokraternas kandidatur, men detta förnekades av både Truman och Eisenhower.
I januari 1952 meddelade Eisenhower att han skulle ställa upp för republikanska partiet. Han gick till angrepp mot demokraterna på de tre punkter där han ansåg att Trumanadministrationen misslyckats: "Korea, kommunism och korruption". Med korruption avsågs flera fall av misskötsel och korruptionsskandaler inom statliga myndigheter och bland personer med anknytning till regeringen. Den hårda debatten skapade en schism mellan honom och Truman. Eisenhower vann valet stort; han efterträdde Truman som president den 20 januari 1953.

### Kabinett
(Truman övertog Roosevelts ministrar när denne avled.)
| Post                   | Namn                      | Period    |
|                        |                           |           |
| President              | Harry S. Truman           | 1945–1953 |
| Vicepresident          | Ingen                     | 1945–1949 |
|                        | Alben W. Barkley          | 1949–1953 |
|                        |                           |           |
| Utrikesminister        | Edward R. Stettinius, Jr. | 1945      |
|                        | James F. Byrnes           | 1945–1947 |
|                        | George C. Marshall        | 1947–1949 |
|                        | Dean G. Acheson           | 1949–1953 |
| Finansminister         | Henry Morgenthau          | 1945      |
|                        | Fred M. Vinson            | 1945–1946 |
|                        | John Wesley Snyder        | 1946–1953 |
| Krigsminister          | Henry L. Stimson          | 1945      |
|                        | Robert P. Patterson       | 1945–1947 |
|                        | Kenneth C. Royall         | 1947      |
| Försvarsminister       | James V. Forrestal        | 1947–1949 |
|                        | Louis A. Johnson          | 1949–1950 |
|                        | George C. Marshall        | 1950–1951 |
|                        | Robert A. Lovett          | 1951–1953 |
| Justitieminister       | Francis Biddle            | 1945      |
|                        | Tom C. Clark              | 1945–1949 |
|                        | J. Howard McGrath         | 1949–1952 |
|                        | James P. McGranery        | 1952–1953 |
| Postminister           | Frank C. Walker           | 1945      |
|                        | Robert E. Hannegan        | 1945–1947 |
|                        | Jesse M. Donaldson        | 1947–1953 |
| Marinminister          | James V. Forrestal        | 1945–1947 |
| Inrikesminister        | Harold L. Ickes           | 1945–1946 |
|                        | Julius A. Krug            | 1946–1949 |
|                        | Oscar L. Chapman          | 1949–1953 |
| Jordbruksminister      | Claude R. Wickard         | 1945      |
|                        | Clinton Anderson          | 1945–1948 |
|                        | Charles F. Brannan        | 1948–1953 |
| Handelsminister        | Henry A. Wallace          | 1945–1946 |
|                        | W. Averell Harriman       | 1946–1948 |
|                        | Charles W. Sawyer         | 1948–1953 |
| Arbetsmarknadsminister | Frances Perkins           | 1945      |
|                        | Lewis B. Schwellenbach    | 1945–1948 |
|                        | Maurice J. Tobin          | 1948–1953 |

### Utnämningar till högsta domstolen
Truman utnämnde följande domare till högsta domstolen:
- Harold H. Burton – 1945
- Fred M. Vinson (chefsdomare) – 1946
- Tom C. Clark – 1949
- Sherman Minton – 1949

## Senare liv och död

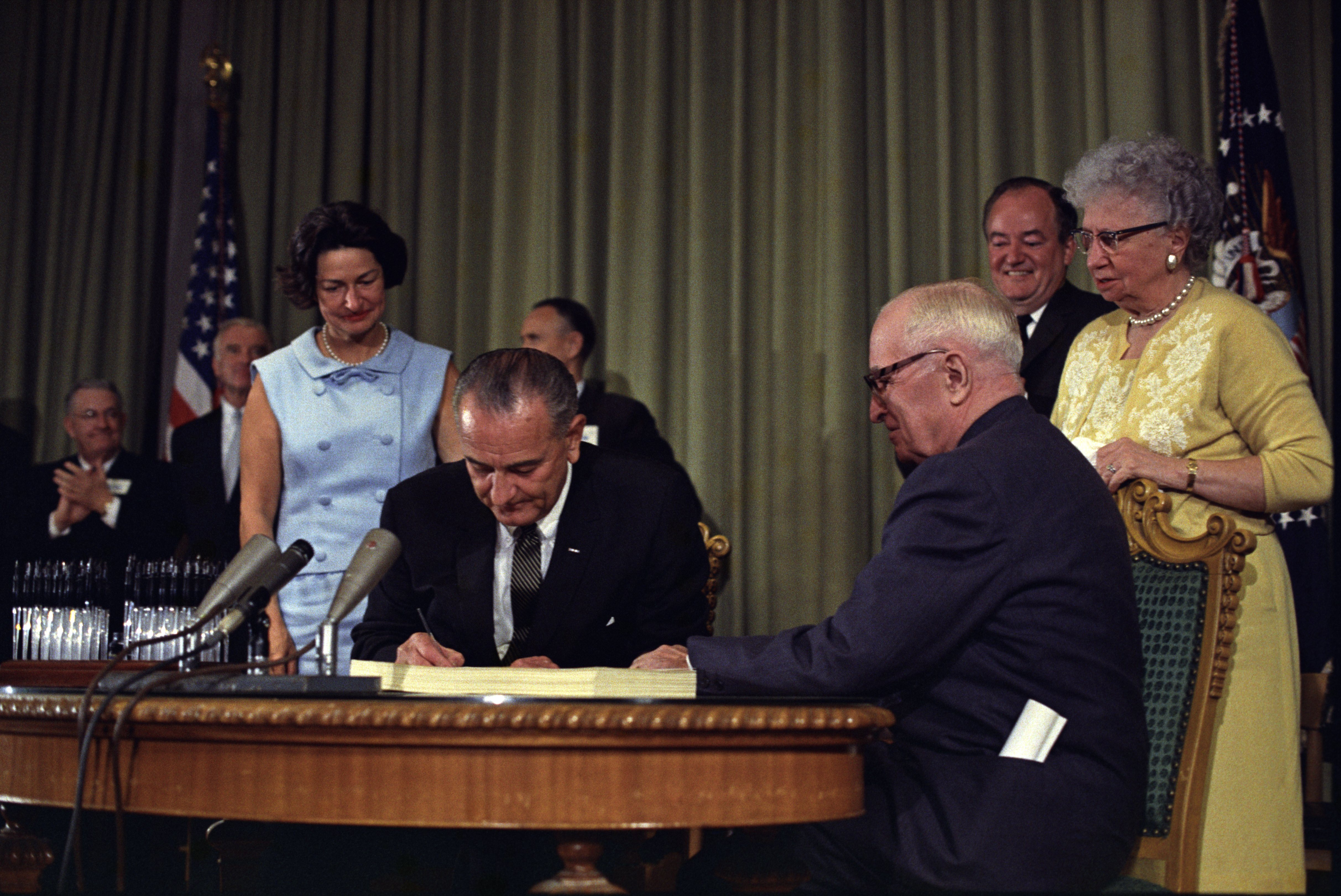
Harry och Bess Truman bredvid Lyndon Johnson den 30 juli 1965, när denne godkände Medicare-försäkringen.

I januari 1953 återvände Truman till sin hemstad Independence tillsammans med Bess. Han började arbeta med sina memoarer, vilka tog mycket av hans tid fram till dess att de publicerades 1955–56. År 1956 åkte han och Bess på en två månader lång resa till Europa, där han träffade Winston Churchill och utsågs till hedersdoktor vid Oxfords universitet, en händelse som gjorde att han blev rörd till tårar. De återvände till Europa ytterligare två gånger. Truman fortsatte att vara engagerad i nationell politik och trots att det inte var hans favoriter som nominerades 1956 och 1960 ställde han upp för de demokratiska presidentkandidaternas, Adlai Stevensons respektive John F. Kennedys, kampanjer. Truman reste också runt i landet och föreläste om regeringen och kommenterade olika aktuella händelser. Han tillbringade mycket tid på Trumanbiblioteket som byggdes 1957 och guidade ibland själv besökare, men 1964 föll han i badrummet och kunde inte längre arbeta vid biblioteket i samma utsträckning. 
År 1965 godkände president Lyndon Johnson Medicare-försäkringen och lät Truman och Bess Wallace bli de två första att ta del av den, för att hedra sin företrädares försök att få bättre offentlig sjukvård.
Truman avled den 26 december 1972 på Kansas City's Research Hospital. Han ville inte ligga på lit de parade i Washington utan begravningsceremonin hölls i Independence. Han är begravd tillsammans med sin fru Bess vid Trumanbiblioteket.

## Popularitet och eftermäle
Trumans popularitet var hög en kort tid fram till slutet av andra världskriget men sedan föll den snabbt. En följd blev att i kongressvalet i november 1946 fick republikanerna majoritet i båda kamrarna, för första gången sedan 1928. Många jämförde honom med hans karismatiske och populäre företrädare, Franklin D. Roosevelt, till Trumans nackdel. Till skillnad från Roosevelt var Truman en dålig talare och han talade med utpräglad Missouridialekt. I februari 1952 mätte Gallup hans stöd till 23 %, delvis på grund av Koreakriget och bråket med MacArthur. Det var de lägsta opinionssiffrorna som någon amerikansk president fått och 1 % lägre än Richard Nixon 1974. Det fanns dock två perioder då hans popularitetssiffror var höga, dels vid presidentvalet 1948 och dels vid början av Koreakriget då amerikanerna slöt upp bakom sin president. 
Efter Trumans död, på 1970-talet, började synen på honom ändras och han ses i dag som något av en folkhjälte. 1975, i efterdyningarna av Watergateskandalen, spelade musikgruppen Chicago in låten Harry Truman med texten "America Needs You Harry Truman" och James Whitmore nominerades till en Oscar för sin roll som Truman i filmen Give 'em Hell, Harry!. 1992 utkom David McCulloughs biografi som blev en bästsäljare.
Truman räknas i dag som en av de tio mest framgångsrika presidenterna, men en del historiker har ifrågasatt Trumans utrikespolitik som de hävdat var alltför stereotypt antikommunistisk och andra har pekat på hans ineffektivitet i inrikespolitiken.
FN:s förre generalsekreterare Kofi Annan höll sitt avskedstal i Trumans presidentbibliotek i Independence. Annan hyllade Truman och sa att han varit en tidig förespråkare för FN.

## Trumans initial
Det råder en viss mytbildning kring Trumans initial mellan för- och efternamnet. Enligt Truman själv stod ”S.” inte för något namn, utan bokstaven var istället en kompromiss mellan hans farfars namn Shipp och hans morfars Solomon. Det var också vanligt i sydstaterna med en initial i stället för ett andra förnamn. Truman sade vid ett tillfälle, troligen på skämt, att det faktiskt var ett namn och ingen initialförkortning, och därför skulle skrivas utan punkt. Dock förekommer punkten på officiella dokument från den tiden, och Truman skrev själv sitt namn med punkt. Vita husets officiella biografi använder ingen punkt, eftersom punkter står för förkortningar och Trumans S inte var en sådan.

## Memoarer
- Harry S. Truman, Harry S. Trumans memoarer. Avgörandenas år (1955).
- Harry S. Truman, Harry S. Trumans memoarer. År av prövningar och hopp (1956).

## Film
1995 kom filmen Truman med Gary Sinise i huvudrollen. Filmen bygger på David McCulloughs biografi.